# Puppentheater Zwickau

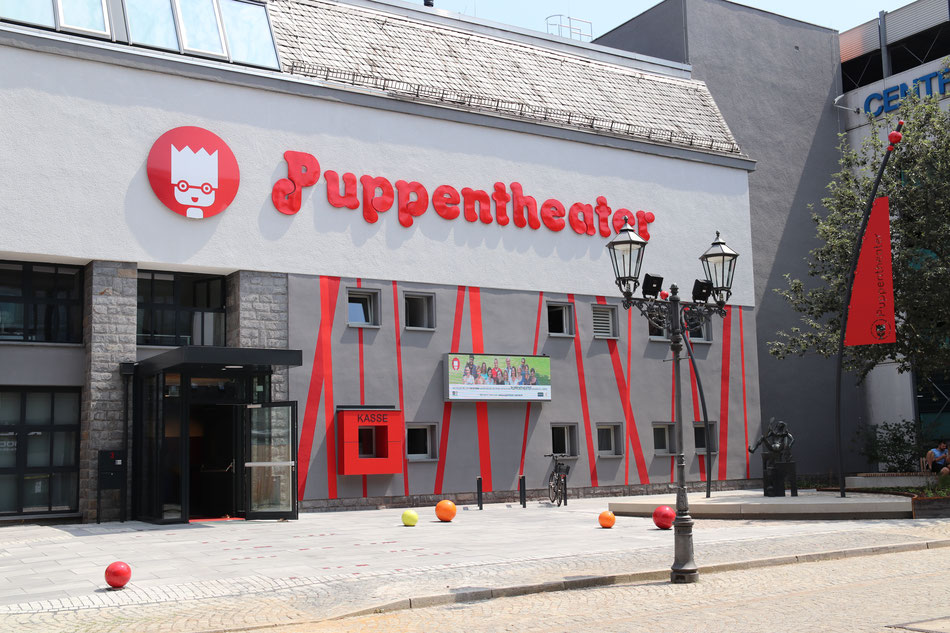
Puppentheater Zwickau

Das Puppentheater Zwickau ist ein professionelles Figurentheater für Kinder, Jugendliche und Erwachsene, das 1952 in Zwickau gegründet wurde. Pro Spielzeit entwickelt das Figurentheater vier bis fünf Neuinszenierungen, die mit unterschiedlichen Inszenierungsformen umgesetzt werden. Neben dem zeitgenössischen Puppentheater beschreitet das Haus neue Wege mit der digitalen VR-Sparte „360° Virtual Puppetry“.

## Geschichte
Aus einem Zwickauer Ratsprotokoll des Jahres 1561 geht hervor, dass es bereits Mitte des 15. Jahrhunderts Puppenspiel in Zwickau gab. 1717 gastierte der erste bekannte Marionettenspieler im Zwickauer Gewandhaus und Anfang des 19. Jahrhunderts wurden bereits verschiedene Spielstätten in und um Zwickau bespielt.
Von einer Tournee des Städtischen Zentralen Puppentheaters Moskau unter dem damaligen Leiter Sergei Wladimirowitsch Obraszow war die DDR-Regierung so angetan, dass der Staat die Gründung ähnlicher Puppenbühnen in den größeren Städten der DDR verfügte. Im Oktober 1952 wurde das Theater der Jugend in Zwickau ins Leben gerufen, dessen erster Leiter Heinz Holzapfel wurde. Der Bühnenbildner Heinz Holzapfel betrieb mit seiner Frau bereits Mitte des 19. Jahrhunderts ein eigens kreiertes Zimmertheater in seiner Wohnung. Was mit kleinen, selbst geschnitzten Holzfiguren mit kantigen Gesichtern begann, entwickelte sich im Laufe der Jahre zu immer größer werdenden Puppen mit eigenen Charakteren, bunten Kostümen in vielfältig inszenierten Kulissen. Diese erreichten Bekanntheit bis nach Schwarzenberg, wo ab dem Jahre 1948 die Schwarzenberger Miniaturpuppenspiele aufgeführt wurden.
1951 gab es im Städtischen Museum in Zwickau die erste Ausstellung unter dem Thema „Neues und Historisches Puppenspiel in aller Welt“. Mit der Inszenierung des Stückes „Die Regentrude“ fand am 1. September 1952 die offizielle Eröffnung des Puppentheater Zwickau statt. Es folgten weitere Stücke, wie „Das tapfere Schneiderlein“, „Die Schneekönigin“, „Der gestiefelte Kater“ und „Wurzelpeter“. Am 1. August 1955' wurde das Puppentheater an das Theater angegliedert und trug somit den Namen Bühnen der Stadt. Es war zu diesem Zeitpunkt das einzige städtische Theater, das sich verstärkt mit Fadenmarionetten beschäftigte. Im Jahr 1987 zog es in die Räume an der Gewandhausstraße, die seitdem die Spielstätte des Figurentheaters sind.
Im Laufe der Jahre kamen immer neue Vorstellungen dazu, die auch steigende Besucherzahlen verzeichneten. 1966 übernahm Hans Dieter Stäcker die Leitung des Puppentheaters, der dieses zunehmend im In- und Ausland bekannt machte. Es folgten, neben Inszenierungen für Kinder, auch ein Repertoire für Erwachsene, das sich großer Beliebtheit erfreute. 1991 wurde Heinrich Schulze Leiter des Puppentheaters, welcher bis heute als „Puppen-Schulze“ bekannt ist. 1993 wurde eine GmbH gegründet, die im Jahre 1999 mit dem Theater Plauen zum Theater Plauen-Zwickau fusioniert wurde. Mit der Spielzeit 2016/2017 übernahm die Stadt Zwickau die Trägerschaft für das Puppentheater, wo es eine Tochter der Kultur, Tourismus und Messebetriebe Zwickau GmbH wurde. Neue Direktorin wurde Monika Gerboc. Mit ihr gibt es im Puppentheater erstmals einen eigenen Theaterpädagogik-Bereich.

## 360° Virtual Puppetry
„360° Virtual Puppetry“ heißt eine digitale Sparte des Puppentheaters Zwickau, die 2020 entwickelt wurde. Während Lockdowns in der COVID-19-Pandemie suchte das Puppentheater neue Wege, um sein Publikum zu erreichen. Mit der digitalen Sparte analoges Puppenspiel mit VR-Technologie aufgezeichnet. Die Zuschauer können den Raumeindruck des Geschehens zu Hause mit einer VR-Brille in 4K-Video-Qualität erleben. Diese Form der Puppenspiel-Inszenierung als virtuelle Realität wurde gemeinsam mit der Westsächsischen Hochschule Zwickau und der Chemnitzer Produktionsfirma VRENDEX entwickelt.
Als Erzählstoff von zwei VR-Produktionen dienten die deutschen Balladen Der Erlkönig und Die Goldgräber.

## Festivals
Unter der Theaterleitung von Monika Gerboc gab es bisher zwei internationale Puppentheaterfestivals in Zwickau. Das erste internationale Festival fand vom 10. bis 14. Oktober 2019 statt und präsentierte Puppentheaterproduktionen aus acht verschiedenen Ländern. Unter anderem nahmen Ilka Schönbein (FR/DE), Zero en Conducta (ES/AR), das Theater der Jungen Welt (DE), das Deutsch-Sorbische Volkstheater aus Bautzen (DE) und die Gruppe Pickled Image (GB) teil.
Das zweite internationale Puppentheaterfestival in Zwickau fand anlässlich der 70-Jahr-Feier des Puppentheaters Zwickau vom 7. bis 9. Oktober 2022 statt. Zu Gast waren Theatermachende und -gruppen aus fünf verschiedenen Ländern, darunter das Theater Meschugge (FR), Zero en Conducta (ES/AR), Odivo Theater (SVK) und Jan Mixsa (DE).

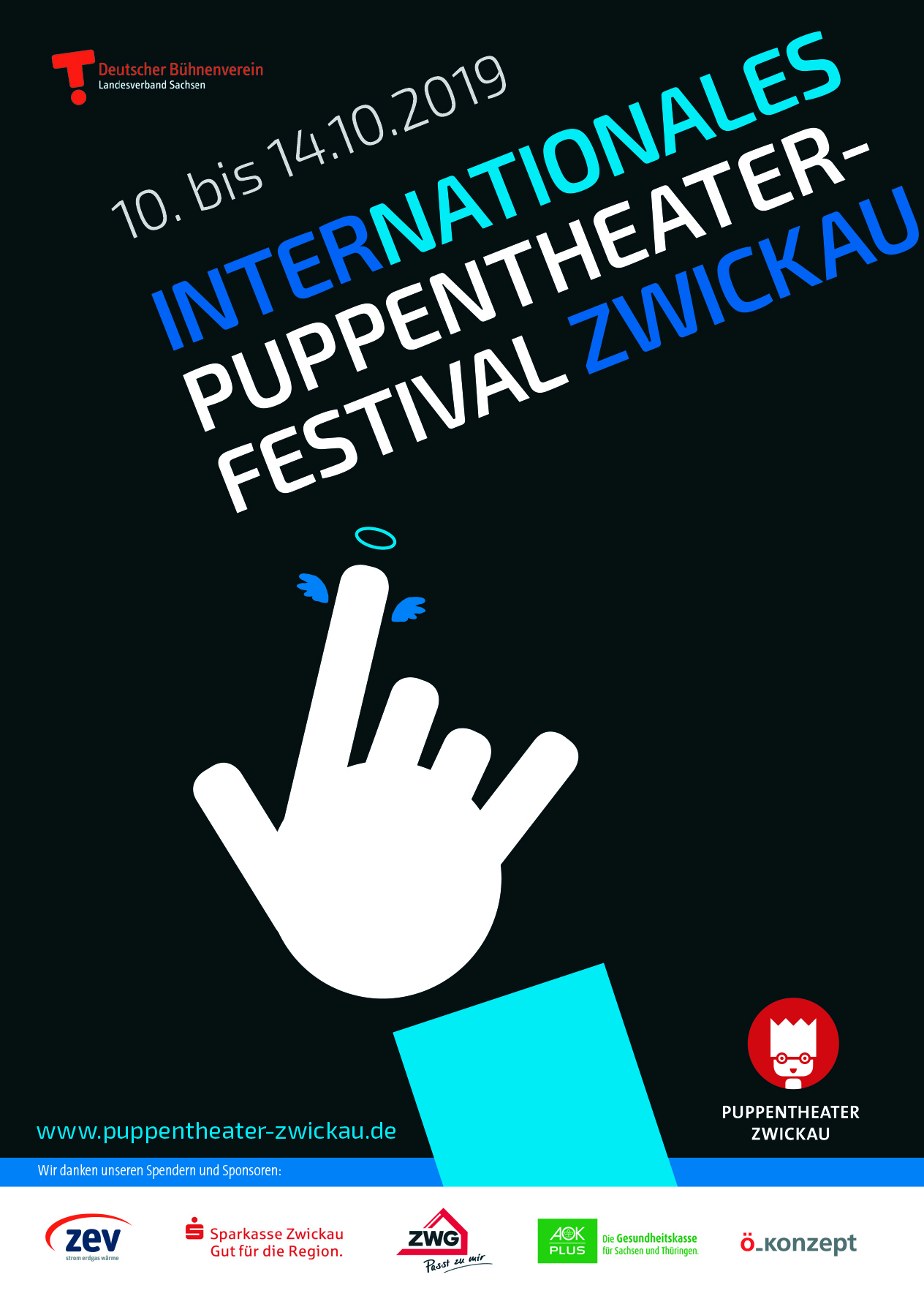
Postkarte erstes internationales Puppentheaterfestival Zwickau, 2019
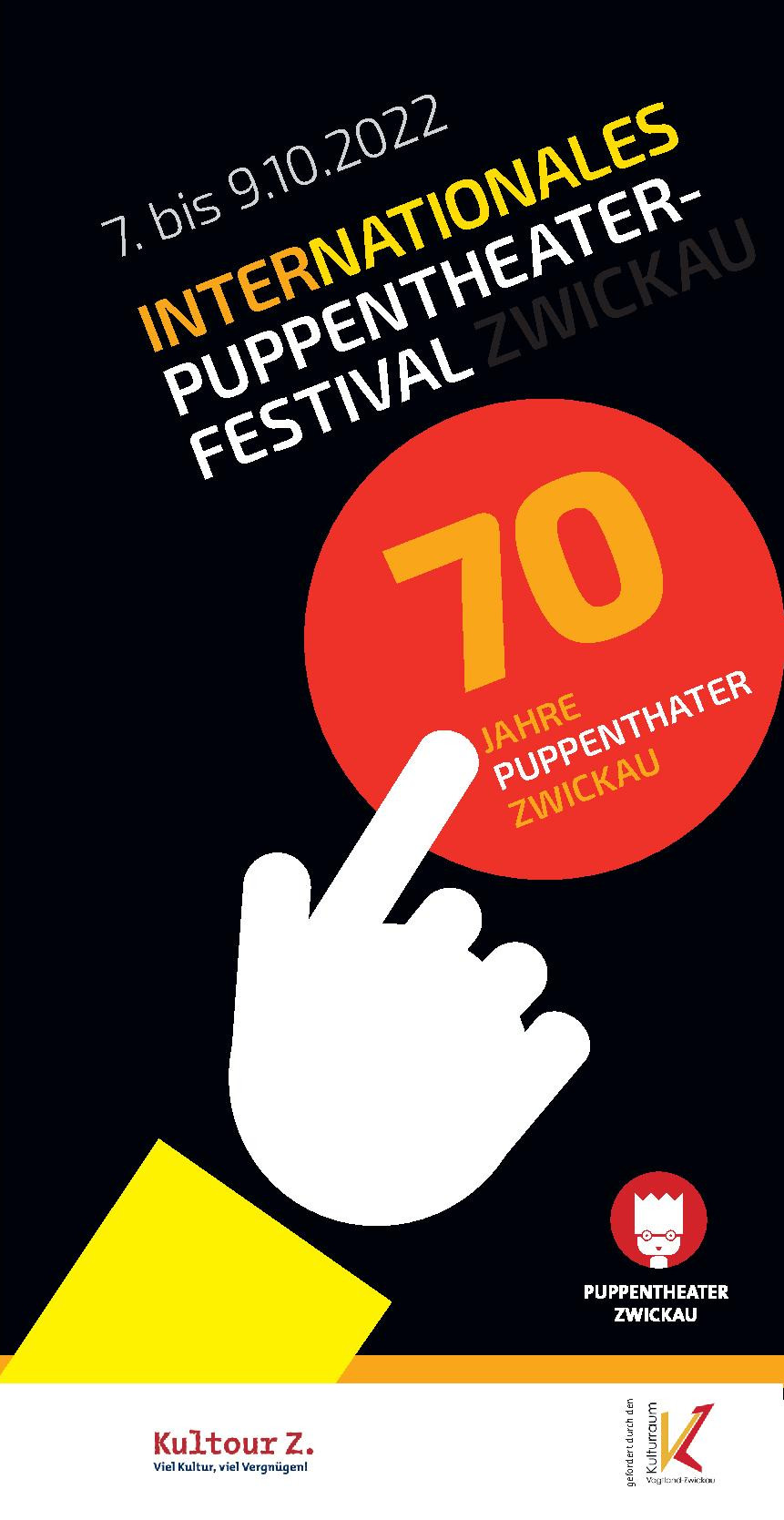
Flyer zweites internationales Puppentheaterfestival Zwickau, 2022